# Yeruham Scharovsky
Yeruham Scharovsky est un chef d'orchestre israélien né le 27 décembre 1956 à Buenos Aires, en Argentine.

## Biographie
Il commença par étudier la flûte, la contrebasse, et ensuite la composition et la direction avec les professeurs du Conservatoire national de musique de Buenos Aires et du Teatro Colon.
À l'âge de 17 ans, il part en Israël, où il obtiendra son prix à l’Académie Rubin de musique de Jérusalem, en étudiant auprès de Mendi Rodan.
De 1991 à 1995 il a été directeur artistique et le chef permanent du Ra’anana Symphonette Orchestre en Israël.
Entre 1998 et 2004, il a été Directeur artistique et chef d’orchestre de l’Orchestre Symphonique de Rio de Janeiro.
Maestro Scharovsky a fondé l’Orchestre symphonique des jeunes brésiliens de presque une centaine de jeunes musiciens talentueux. Cet orchestre a été rapidement reconnu comme un des meilleurs ensembles du Brésil.
Yeruham Scharovsky a été le directeur de la Kfar-Saba Music Fondation, qui a servi à 3 000 étudiants en musique. Il a aussi entrepris la réalisation d'une série de 30 programmes de musique diffusés à la télévision qu'il a également dirigés.
Aujourd'hui, parallèlement à sa carrière de chef international, Yeruham Scharovsky est directeur du Conservatoire de Hod ha Sharon en Israël.

## Récompenses
En 1990, Yeruham Scharovsky a été choisi par le chef Zubin Mehta pour recevoir le prix israélien du jeune artiste de l’année « Young Artist of the Year Award »
En 2002, Yeruham Scharovsky est nommé par le conseil municipal de Rio de Janeiro « Citoyen d'Honneur de Rio de Janeiro » pour sa contribution sociale et artistique à la ville.

## Sources et références
1. 1 2 3  (en) Haaretz : Say it with music, 14 mai 2009
2. ↑  Orchestre d'Avignon : saison symphonique
3. ↑  (es) Caracol : por primera vez la orquestra sinfonica se presenta en israel, 9 juin 2008
4. ↑  (en) New York Times : Classical Music and Dance Guide, 7 septembre 2001